# 와이브로 에볼루션
와이브로 에볼루션(영어: WiBro Evolution, Wireless Broadband Evolution) 은 대한민국 삼성전자와 한국전자통신연구원이 4세대 이동통신 규격에 맞게 개발한 무선 광대역 인터넷 기술이다.

## 기술 규격
기술 규격 같은 경우 기존 와이브로에 몇 가지만 추가 및 업그레이드가 되며, 특히 다중송수신 기술(MIMO)의 차세대 기술인 '멀티 유저 MIMO 기술'을 적용해 평균 주파수에서 효율성을 높였다. 기존 와이브로 기술 규격과 호환됨으로써 단말 업그레이드시 채널카드만 교체하면 되기 때문에 경제성 또한 확보하였다.
- IEEE 표준: 802.16m
- 사용 주파수대: 2.3 GHz대
- 통신 가능 이동 속도: 최대 350 km/h (고속철도에서 서비스 가능)
- 최대 전송 거리: 1 킬로미터
- 최고 전송 속도: 300 Mbps
- 평균 전달 속도: 약 200 ~ 300 Mbps (예상)
- 변조 방식: 광대역 OFDM 방식

## 발표 및 향후 개발 일정
- 2008년 10월 8일: 국제전기통신연합 전파통신부문(ITU-R) 서울회의에서 첫 공개 시연
- 2010년 6월 16일: LTE Advanced와 같이 4G 국제 표준 통과[3]
- 2011년 3월: 세부 표준 규격 개발 완료
- 2012년 4월: 국제 표준 승인 최종 심사 통과

## 같이 보기
- 와이브로
- 와이맥스
- 무선랜
- DMB (디지털 멀티미디어 방송)
- WIPI (Wireless Internet Platform for Interoperability)
- WAP (Wireless Application Protocol)
- WIP (Wireless Internet Protocol)
- i-mode